# ラーゴ (スコットランド)

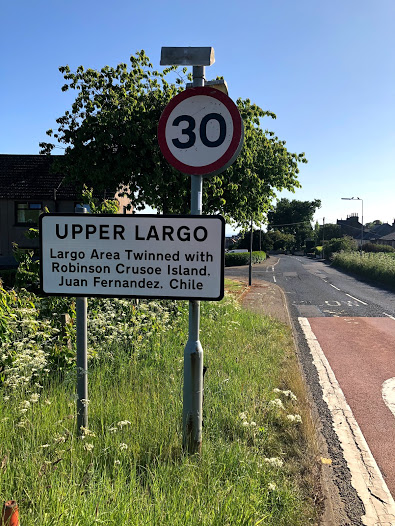
アッパー・ラーゴの入口。チリ、ファン・フェルナンデス諸島のロビンソン・クルーソー島と姉妹提携していることが告げられている。

ラーゴ (Largo) は、アッパー・ラーゴ（別名カークトン・オブ・ラーゴ Kirkton of Largo）、ローワー・ラーゴ、ランディン・リンクスの村からなる、スコットランド、ファイフのパリッシュ。隣接するパリッシュは、西にスクーニー、北にシーリーズ、東にニューバーンとキルコンカーがある。ラーゴ湾 (Largo Bay) に沿って 2¾マイル（およそ4.4km）の海岸線がある。このファイフ南側の海岸線から、北の内陸方向に3マイルから4½マイル（およそ4.8kmから7.2km）ほど広がっている。面積は、7,378エーカー（およそ2987ha）である。
パリッシュの東端に近いところには、953フィート（およそ290m）のラーゴ・ロー (Largo Law) があり、この火山に由来する円錐形の丘の頂上からは広く周辺一帯や、フォース湾の対岸にあるロージアン地方が展望できる。ラーゴ・ローの西には深い峡谷があって、小川が流れており、このパリッシュを南北2マイル（およそ3.2km）にわたって縦断している
ラーゴという地名は、ゲール語で丘の斜面を意味する「Learg」に由来しており、当地がラーゴ・ローの斜面上にあることを指している。
このパリッシュの教会は、ウッパー・ラーゴにあり、1817年に建設されたものであるが、その土台の石組みの一部は、1623年に建てられた以前の教会のものが流用されている。教会の西側の脇に建っている牧師館は、1760年代に建てられ1822年に増築されたものと考えられている。
かつては、カークトン・オブ・ラーゴ（アッパー・ラーゴ）の教会から1マイル（1.6km）ほど西にあるラーゴ・ハウス (Largo House) という屋敷の地所が、パリッシュ内の相当の部分を占めていた。ラーゴ男爵領 (Barony of Largo) は、1482年にスコットランド王ジェームズ3世によって、イングランドとの海戦に勝利を収めた功によって、海軍司令官サー・アンドリュー・ウッドに与えられた。サー・アンドリューは、自分の屋敷から教会のそばまで運河をつくり、毎週日曜日に自分の艀（バージ）で教会に通えるようにしたという。この運河の痕跡は、牧師館の背後に認められる。
1750年に建てられたラーゴ・ハウスは、廃墟が残るだけである。かつて第二次世界大戦中には、ポーランド軍第1独立落下傘旅団がここに本部を置き、1951年には、地元の不動産課税を免れるために屋根が撤去された（同様のことはダルカラン城でも起こった）。ラーゴ・ハウスのすぐ西、ランディン・リンクスの近くには、かつて、マルカム4世がフィリップ・ド・ルンダン (Philip de Lundin) に与えた男爵領に由来するランディン・ハウス (Lundin House) があった。
パリッシュの北部には、ニュー・ギルストン (New Gilston) の村があり、アッパー・ラーゴから3マイル (およそ4.8km) ほど北に位置し、その周辺は農地に囲まれている。この村は、ファイフで最も人口が多い村である。小村（ハムレット）であるウッドサイド (Woodside) は、そのすぐ西隣りにある。
1755年当時のパリッシュの人口は 1,396人で、その後1801年には 1,867人、1951年には 2,500人と増加した。行政パリッシュの2011年の人口は 2,524人であった。
スコットランドの地方行政区画としての行政パリッシュは、1929年に廃止されたが、国勢調査の統計区として、その後も使用され続けている。
ラーゴ地域コミュニティ評議会 (Largo Area Community Council) は、概ねかつての行政パリッシュの範囲に加えて、東隣のニューバーン (Newburn) を含む範囲を管轄している。同様に、今では教会の小教区もラーゴとニューバーンが統合されている。